# Verband Österreichischer Wirtschaftsakademiker
Der VÖWA, mit vollständigem Namen Verband Österreichischer Wirtschaftsakademiker, mit Sitz in Wien vereinsrechtlich gegründet 1927, mit Wurzeln bis 1898 (allerdings vereinsbehördlich nicht nachprüfbar), ist der mit Abstand erfahrenste Absolventenverband Österreichs und im deutschen Sprachraum. Nach dem Krieg erfolgte 1946 die Namensänderung in „Verband Österreichischer Diplomkaufleute“ sowie 1966 konform zur großen Studienreform für die Sozial- und Wirtschaftswissenschaften, die Festlegung des heutigen Namens „Verband Österreichischer Wirtschaftsakademiker“. Der VÖWA kann hierbei auf richtungsweisende Erfolge für die Wirtschafts- und Sozialwissenschaften zurückblicken. So erwirkten er das Promotionsrecht an der Hochschule für Welthandel in Wien und waren Initiator des Neubaus und der Gründung der Wirtschaftsuniversität Wien.

## Geschichte
Die Vereinsbehörde bestätigt eine Eintragung des „Hauptverbandes der österreichischen Diplomkaufleute“ per 26. Dezember 1926 mit Wirkung vom 3. Jänner 1927 mit welchem Datum die ersten Funktionäre gewählt wurden. Erster Präsident des per 6. April 1927 in „Kammer Österreichischer Diplomkaufleute“ umbenannten Hauptverbandes war Karl Oberparleiter (erster Vizepräsident Georg Przyborski). Er wirkte wesentlich an dem Entwurf einer Studienordnung mit, nach welcher im Juli 1930 nach jahrelangem Bemühen das Gesetz über die Verleihung des Promotionsrechtes an der Hochschule für Welthandel verabschiedet wurde.

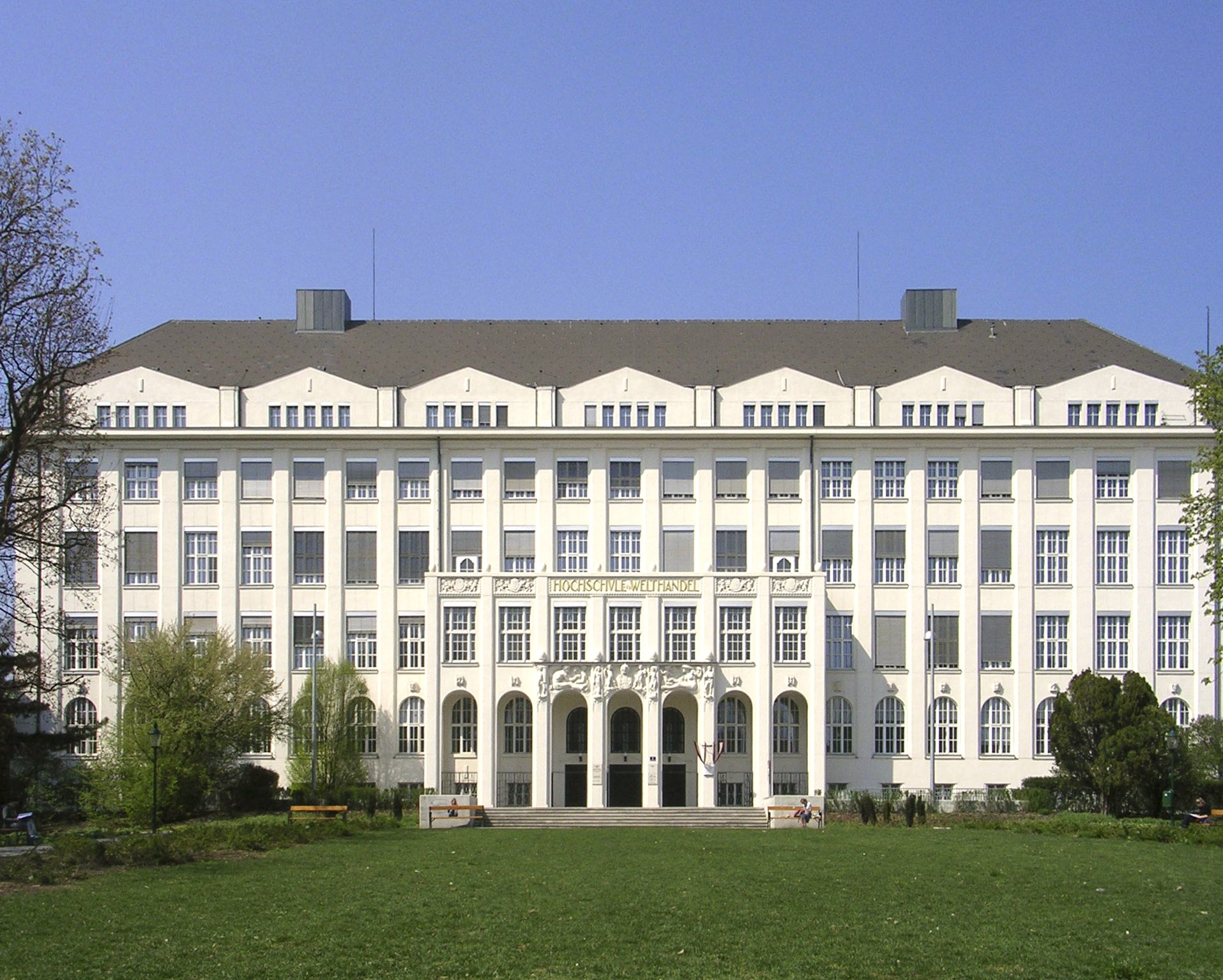
Der historische Standort der WU Wien und ihrer Vorgängerinnen: Das Gebäude der Exportakademie (1916–1919), der Hochschule für Welthandel (1919–1975) sowie der Wirtschaftsuniversität Wien (1975–1982) im 19. Bezirk

Pikanterweise wurde in der Sitzung des Nationalrates am 17. Juli 1922 gegen einen Gesetzesbeschluss betreffend das Promotionsrecht Einspruch erhoben, weil „die Privatwirtschaft kein selbständiges Wissensgebiet sei, welches für sich allein den Gegenstand wissenschaftlicher Forschungen zu bilden geeignet wäre, die Verleihung des Doktorates der Privatwirtschaften sonach mit dem Wesen und Sinn des Doktortitels im Widerspruch stehe.“ Die Jahre 1933 bis 1938 wurden geprägt durch Präsident Karl Seidel mit seinem ersten Vizepräsidenten Alois Koch. Bis zur nationalsozialistischen Besetzung Österreichs im Jahre 1938 wurde der Aufbau von Geschäftsstellen zur Wahrnehmung der Interessen der Kammerangehörigen fortgesetzt.  Nach Beendigung des Zweiten Weltkrieges im Jahr 1945 wurde die Absolventenvereinigung (heute würde man sagen „Alumni-Club“) von ehemaligen Kammerangehörigen neu gegründet und ein provisorischer Vorstand bestellt. Laut Vereinsregister erfolgte die offizielle Wiedererrichtung per 3. September 1949. Als amtierender Präsident scheint Wirtschaftstreuhänder Alois Koch und als erster Vizepräsident  Willy Bouffier auf. Nach dem Rücktritt von Prof. Koch (aus gesundheitlichen Gründen) wurde als Nachfolger Stadtrat Richard Nathschläger nominiert. Vizepräsident war Alfred Lehr und traditionsreichsten akademischen Ausbildungsstätte für Wirtschafts- und Sozialwissenschaften in Österreich wurde in Kooperation mit dem Kuratorium zur Förderung der Wirtschaftsuniversität Wien vom Verband Österreichischer Wirtschaftsakademiker initiiert. In der Generalversammlung des Verbandes im Jahre 1960 wurde der Aufsichtsrat neu gewählt. Einstimmig gewählt wurden Julius Wirl zum Vorsitzenden und Otto Wanke zu dessen Stellvertreter. Nach dem Rücktritt von Nathschläger im Jahr 1961 wegen gegensätzlicher Auffassungen des Präsidiums und der Landesgruppen in organisatorischen und sachlichen Fragen wurde Wanke einstimmig zum Präsidenten des Verbandes Österreichischer Diplomkaufleute gewählt, der dann 1966 (konform zur großen Studienreform) in „Verband Österreichischer Wirtschaftsakademiker“ umgetauft wurde. Vizepräsident blieb Alfred Lehr. 1962 erfolgte im Sinne der Kooperation der nationalen Verbände der Wirtschaftsakademiker Westeuropas bei deren Hauptversammlung in Amsterdam Österreich mit den Agenden eines Generalsekretariates für das Geschäftsjahr 1962/63.

## Zweck
Im Mittelpunkt der Aufgaben des VÖWA steht die Vertretung von Anliegen der Mitglieder in der öffentlichen Meinungsbildung. Dialog zwischen Wissenschaft und Praxis
Herstellung von Kommunikation mit Universitäten, Fachhoch- schulen, Verbänden im universitären Bereich sowie mit öffentlichen und privaten Einrichtungen. Kontakte zu Unternehmungen (Firmenbesuche, Betriebsbesichtigungen). Organisation von on Veranstaltungen zur Weiterbildung der Mitglieder, Vortragsveranstaltungen. Abhalten von gesellschaftlichen Veranstaltungen.

## Landesgruppen
Der Verband Österreichischer Wirtschaftsakademiker ist föderalistisch in folgenden Landesgruppen organisiert.
- Wien, Burgenland

Landesgruppenleiter interimistisch: Karin Liebl
Vorstände:
- Christian Thomas Jirik
- Herwig Cahel
- Michael T. Weilguny

- Oberösterreich

Landesgruppenleiter, Kassier & Vizepräsident: Detlef Wimmer
Vorstand: Martin G. Stieger
- Niederösterreich

Vorstand: Dkfm. Emmy Lauteren
- Steiermark

Landesgruppenleiter:  Gert Heigl
- Salzburg

Generalsekretärin: Michaela Brank
- Tirol

Landesgruppenleiter: Brigitta Zollner
- Vorarlberg

Generalsekretärin: Michaela Brank
- Kärnten

Landesgruppenleiter: Michael Steindl

## Aufsichtsrat
- Sabine M. Fischer
- Christoph Andlinger
- Helmut Hanusch
- Wilhelm Huemer
- Ernst Madlener
- Christian Rupp
- Rudolf Steiner
- Ernst Steininger

## Ehrenmitglieder
- Hannes Androsch[3]
- Arno Bothe
- Dieter Chaudoire
- Martin Grendelmeier
- Friedrich Klug
- Josef König
- Klaus Liebscher
- Maria Schaumayer
- Stefan Skowronek
- Harry Tomek
- Heinrich Treichl
- Leo Wallner